# Eiskunstlauf-Weltmeisterschaften 2018
Die 108. Eiskunstlauf-Weltmeisterschaften fanden vom 19. bis 25. März im Mediolanum Forum in Assago, Metropolitanstadt Mailand, Italien statt. Die Internationale Eislaufunion gab den Austragungsort der Titelkämpfe im April 2016 bekannt. Mailand war nach den Weltmeisterschaften 1951 zum zweiten Mal Ausrichter der Welttitelkämpfe. Es war die insgesamt vierte Austragung auf italienischem Boden nach Mailand 1951, Cortina d’Ampezzo 1963 und Turin 2010.
Wie üblich in einer olympischen Saison sagten zahlreiche Eiskunstläufer ihre Teilnahme ab oder beendeten ihre Karriere. So traten sämtliche Titelverteidiger nicht an.

## Bilanz

### Medaillenspiegel
| Platz | Land               | Gold | Silber | Bronze | Gesamt |
| ----- | ------------------ | ---- | ------ | ------ | ------ |
| 1     | Vereinigte Staaten | 1    | 1      | –      | 2      |
| 2     | Frankreich         | 1    | –      | 1      | 2      |
| 2     | Kanada             | 1    | –      | 1      | 2      |
| 4     | Deutschland        | 1    | –      | –      | 1      |
| 5     | Japan              | –    | 2      | 1      | 3      |
| 6     | Russland           | –    | 1      | 1      | 2      |

### Medaillengewinner
| Konkurrenz | Gold                                    | Silber                                 | Bronze                        |
| ---------- | --------------------------------------- | -------------------------------------- | ----------------------------- |
| Herren     | Nathan Chen                             | Shōma Uno                              | Michail Koljada               |
| Damen      | Kaetlyn Osmond                          | Wakaba Higuchi                         | Satoko Miyahara               |
| Paare      | Aljona Savchenko / Bruno Massot         | Jewgenija Tarassowa / Wladimir Morosow | Vanessa James / Morgan Ciprès |
| Eistanz    | Gabriella Papadakis / Guillaume Cizeron | Madison Hubbell / Zachary Donohue      | Kaitlyn Weaver / Andrew Poje  |

## Ergebnisse
- K = Kür
- KP = Kurzprogramm
- KT = Kurztanz
- Pkt. = Punkte

### Herren
| Platz                          | Sportler             | Land                   | Pkt.   | KP | KP     | K  | K      |
| ------------------------------ | -------------------- | ---------------------- | ------ | -- | ------ | -- | ------ |
| 1                              | Nathan Chen          | Vereinigte Staaten     | 321,40 | 1  | 101,94 | 1  | 219,46 |
| 2                              | Shōma Uno            | Japan                  | 273,77 | 5  | 094,26 | 2  | 179,51 |
| 3                              | Michail Koljada      | Russland               | 272,32 | 2  | 100,08 | 4  | 172,24 |
| 4                              | Oleksij Bytschenko   | Israel                 | 258,28 | 7  | 090,99 | 7  | 167,29 |
| 5                              | Kazuki Tomono        | Japan                  | 256,11 | 11 | 082,61 | 3  | 173,50 |
| 6                              | Deniss Vasiļjevs     | Lettland               | 254,86 | 9  | 084,25 | 5  | 170,61 |
| 7                              | Dmitri Alijew        | Russland               | 252,30 | 13 | 082,15 | 6  | 170,15 |
| 8                              | Keegan Messing       | Kanada                 | 252,30 | 6  | 093,00 | 11 | 159,30 |
| 9                              | Misha Ge             | Usbekistan             | 249,57 | 8  | 086,01 | 9  | 163,56 |
| 10                             | Michal Březina       | Tschechien             | 243,99 | 17 | 078,01 | 8  | 165,98 |
| 11                             | Max Aaron            | Vereinigte Staaten     | 241,49 | 15 | 079,78 | 10 | 161,71 |
| 12                             | Alexander Majorov    | Schweden               | 237,79 | 10 | 082,71 | 13 | 155,08 |
| 13                             | Keiji Tanaka         | Japan                  | 236,66 | 14 | 080,17 | 12 | 156,49 |
| 14                             | Vincent Zhou         | Vereinigte Staaten     | 235,24 | 3  | 096,78 | 19 | 138,46 |
| 15                             | Paul Fentz           | Deutschland            | 230,92 | 12 | 082,49 | 16 | 148,43 |
| 16                             | Romain Ponsart       | Frankreich             | 229,20 | 16 | 079,55 | 14 | 149,65 |
| 17                             | Matteo Rizzo         | Italien                | 225,44 | 18 | 077,43 | 17 | 148,01 |
| 18                             | Brendan Kerry        | Australien             | 223,85 | 19 | 074,99 | 15 | 148,86 |
| 19                             | Jin Boyang           | Volksrepublik China    | 223,41 | 4  | 095,85 | 23 | 127,56 |
| 20                             | Daniel Samohin       | Israel                 | 214,01 | 20 | 072,78 | 18 | 141,23 |
| 21                             | Julian Zhi Jie Yee   | Malaysia               | 209,03 | 21 | 072,43 | 20 | 136,60 |
| 22                             | Donovan Carrillo     | Mexiko                 | 200,76 | 24 | 068,13 | 21 | 132,63 |
| 23                             | Slawik Hajrapetjan   | Armenien               | 199,72 | 23 | 068,18 | 22 | 131,54 |
| 24                             | Phillip Harris       | Vereinigtes Königreich | 187,69 | 22 | 068,59 | 24 | 119,10 |
| Nicht für die Kür qualifiziert |                      |                        |        |    |        |    |        |
| 25                             | Nam Nguyen           | Kanada                 | 067,79 | 25 | 067,79 | —  | —      |
| 26                             | Moris Qwitelaschwili | Georgien               | 067,01 | 26 | 067,01 | —  | —      |
| 27                             | Stéphane Walker      | Schweiz                | 065,79 | 27 | 065,79 | —  | —      |
| 28                             | Burak Demirboğa      | Türkei                 | 065,43 | 28 | 065,43 | —  | —      |
| 29                             | Iwan Pawlow          | Ukraine                | 064,18 | 29 | 064,18 | —  | —      |
| 30                             | Chih-I Tsao          | Chinesisch Taipeh      | 064,06 | 30 | 064,06 | —  | —      |
| 31                             | Larry Loupolover     | Aserbaidschan          | 061,82 | 31 | 061,82 | —  | —      |
| 32                             | Absal Rachimgalijew  | Kasachstan             | 061,19 | 32 | 061,19 | —  | —      |
| 33                             | Kim Jin-seo          | Südkorea               | 060,72 | 33 | 060,72 | —  | —      |
| 34                             | Nicholas Vrdoljak    | Kroatien               | 059,74 | 34 | 059,74 | —  | —      |
| 35                             | Valtter Virtanen     | Finnland               | 055,49 | 35 | 055,49 | —  | —      |
| 36                             | Igor Rezniczenko     | Polen                  | 051,70 | 36 | 051,70 | —  | —      |
| 37                             | Javier Raya          | Spanien                | 050,00 | 37 | 050,00 | —  | —      |

Olympiasieger und Titelverteidiger Yuzuru Hanyū sagte seine Teilnahme aufgrund seiner immer noch nicht ausgeheilten Verletzung am rechten Sprunggelenk ab. Auch der Bronzemedaillengewinner der Olympischen Spiele, Javier Fernández, nahm nicht teil. Patrick Chan beendete seine Karriere nach den Olympischen Spielen. Auch Adam Rippon und Denis Ten erklärten ihre Nichtteilnahme.
Nathan Chen gelang es im Gegensatz zu den Olympischen Spielen sein Kurzprogramm zu Benjamin Clementines Lied Nemesis ohne Sturz zu vollenden. Zwar hatte er bei seiner Vierfach-Lutz-Dreifach-Toeloop-Kombination und seinem vierfachen Flip zu kämpfen, was zu leichten Abzügen im Ausführungsgrad führte, gerade der dreifachen Axel bereitete ihm dagegen keine Probleme. Insgesamt übernahm er damit die Führung im Kurzprogramm mit 101,94 Punkten. Als Chen als letzter des Starterfeldes in seine Kür zu Maos letzter Tänzer und Le sacre du printemps ging, wusste er bereits, dass alle seine Konkurrenten gepatzt hatten. So waren Shōma Uno, Michail Koljada und Jin Boyang mehrere Male gestürzt und letzterer sogar auf den 19. Platz zurückgefallen. Dennoch simplifizierte Chen seine Kür nicht und zeigte sechs Vierfachsprünge, die er alle erfolgreich landete und für die er bis auf den vierfachen Salchow und die Vierfach-Dreifach-Toeloop-Kombination auch deutlich positive Bewertungen im Ausführungsgrad erhielt. So bekam er etwa für seinen die Kür eröffnenden vierfachen Lutz 2,14 Pluspunkte. Am Ende brachte ihm seine Kür, die einzig sturzfreie der letzten Gruppe, einen triumphalen Sieg von über 47 Punkten Vorsprung ein, dem mit Abstand größten Vorsprung eines Weltmeisters seit Einführung des neuen Punktesystems bei Weltmeisterschaften im Jahr 2005.
Trotz dreier Stürze konnte sich Shōma Uno vom fünften Platz im Kurzprogramm auf den Silberrang verbessern. Für Michail Koljada reichte es mit Bronze zu seiner ersten WM-Medaille. WM-Debütant Vincent Zhou, der das technisch höchstbewertete Kurzprogramm der Konkurrenz gelaufen war, fiel durch eine ebenfalls fehlerbehaftete Kür noch vom Bronzerang auf den 14. Platz zurück.

### Damen
| Platz                          | Sportlerin               | Land                   | Pkt.   | KP | KP    | K  | K      |
| ------------------------------ | ------------------------ | ---------------------- | ------ | -- | ----- | -- | ------ |
| 1                              | Kaetlyn Osmond           | Kanada                 | 223,23 | 4  | 72,73 | 1  | 150,50 |
| 2                              | Wakaba Higuchi           | Japan                  | 210,90 | 8  | 65,89 | 2  | 145,01 |
| 3                              | Satoko Miyahara          | Japan                  | 210,08 | 3  | 74,36 | 3  | 135,72 |
| 4                              | Carolina Kostner         | Italien                | 208,88 | 1  | 80,27 | 5  | 128,61 |
| 5                              | Alina Sagitowa           | Russland               | 207,72 | 2  | 79,51 | 7  | 128,21 |
| 6                              | Bradie Tennell           | Vereinigte Staaten     | 199,89 | 7  | 68,76 | 4  | 131,13 |
| 7                              | Gabrielle Daleman        | Kanada                 | 196,72 | 6  | 71,61 | 8  | 125,11 |
| 8                              | Marija Sotskowa          | Russland               | 196,61 | 5  | 71,80 | 9  | 124,81 |
| 9                              | Loena Hendrickx          | Belgien                | 192,31 | 10 | 64,07 | 6  | 128,24 |
| 10                             | Mirai Nagasu             | Vereinigte Staaten     | 187,52 | 9  | 65,21 | 11 | 122,31 |
| 11                             | Elisabet Tursynbajewa    | Kasachstan             | 186,85 | 11 | 62,38 | 10 | 124,47 |
| 12                             | Mariah Bell              | Vereinigte Staaten     | 174,40 | 17 | 59,15 | 12 | 115,32 |
| 13                             | Nicole Schott            | Deutschland            | 174,13 | 12 | 61,84 | 14 | 112,29 |
| 14                             | Laurine Lecavelier       | Frankreich             | 173,23 | 15 | 59,79 | 13 | 113,44 |
| 15                             | Kim Ha-nul               | Südkorea               | 170,68 | 14 | 60,18 | 15 | 110,54 |
| 16                             | Viveca Lindfors          | Finnland               | 166,23 | 13 | 60,18 | 16 | 106,05 |
| 17                             | Kailani Craine           | Australien             | 154,41 | 20 | 56,90 | 18 | 097,51 |
| 18                             | Eliška Březinová         | Tschechien             | 153,14 | 18 | 58,37 | 19 | 094,77 |
| 19                             | Stanislawa Konstantinowa | Russland               | 153,03 | 16 | 59,19 | 20 | 093,84 |
| 20                             | Alexia Paganini          | Schweiz                | 149,66 | 19 | 57,86 | 22 | 091,80 |
| 21                             | Elisabetta Leccardi      | Italien                | 149,17 | 23 | 51,13 | 17 | 098,04 |
| 22                             | Daša Grm                 | Slowenien              | 144,51 | 22 | 52,43 | 21 | 092,08 |
| 23                             | Iivett Tóth              | Ungarn                 | 136,87 | 24 | 50,63 | 23 | 086,24 |
| Z                              | Choi Da-bin              | Südkorea               | 055,30 | 21 | 55,30 | —  | —      |
| Nicht für die Kür qualifiziert |                          |                        |        |    |       |    |        |
| 25                             | Larkyn Austman           | Kanada                 | 050,17 | 25 | 50,17 | —  | —      |
| 26                             | Li Xiangning             | Volksrepublik China    | 050,06 | 26 | 50,06 | —  | —      |
| 27                             | Nicole Rajičová          | Slowakei               | 049,87 | 27 | 49,87 | —  | —      |
| 28                             | Amy Lin                  | Chinesisch Taipeh      | 049,31 | 28 | 49,31 | —  | —      |
| 29                             | Anita Östlund            | Schweden               | 048,99 | 29 | 48,99 | —  | —      |
| 30                             | Alisa Stomakhina         | Österreich             | 048,71 | 30 | 48,71 | —  | —      |
| 31                             | Elžbieta Kropa           | Litauen                | 046,53 | 31 | 46,53 | —  | —      |
| 32                             | Natasha McKay            | Vereinigtes Königreich | 045,89 | 32 | 45,89 | —  | —      |
| 33                             | Anne Line Gjersem        | Norwegen               | 045,25 | 33 | 45,25 | —  | —      |
| 34                             | Gerli Liinamäe           | Estland                | 045,14 | 34 | 45,14 | —  | —      |
| 35                             | Isadora Williams         | Brasilien              | 042,16 | 35 | 42,16 | —  | —      |
| 36                             | Antonina Dubinina        | Serbien                | 041,40 | 36 | 41,40 | —  | —      |
| 37                             | Angelīna Kučvaļska       | Lettland               | 035,78 | 37 | 35,78 | —  | —      |

Z: Zurückgezogen
Titelverteidigerin Jewgenija Medwedewa sagte ihre Teilnahme aus Verletzungsgründen ab.
Lokalmatadorin Carolina Kostner und Olympiasiegerin Alina Sagitowa, die nach dem Kurzprogramm mit einigem Abstand in Führung gelegen hatten, fielen durch fehlerbehaftete Kürleistungen überraschend noch aus den Medaillenrängen. Kaetlyn Osmond, die bei den Olympischen Spielen die Bronzemedaille gewonnen hatte, zeigte dagegen erneut eine saubere Kür und wurde damit zur ersten kanadischen Weltmeisterin seit Karen Magnussen 1973. Die Japanerin Wakaba Higuchi konnte bei ihrer erst zweiten WM-Teilnahme mit einer starken Kür zu Skyfall nach dem achten Platz im Kurzprogramm noch sechs Plätze gutmachen und Silber gewinnen. Auf den Bronzerang schaffte es ihre Landsfrau Satoko Miyahara.

### Paare
| Platz                          | Sportler                                    | Land                   | Pkt.   | KP | KP    | K  | K      |
| ------------------------------ | ------------------------------------------- | ---------------------- | ------ | -- | ----- | -- | ------ |
| 1                              | Aljona Savchenko / Bruno Massot             | Deutschland            | 245,84 | 1  | 82,98 | 1  | 162,86 |
| 2                              | Jewgenija Tarassowa / Wladimir Morosow      | Russland               | 225,53 | 2  | 81,29 | 2  | 144,24 |
| 3                              | Vanessa James / Morgan Ciprès               | Frankreich             | 218,36 | 3  | 75,32 | 3  | 143,04 |
| 4                              | Natalja Sabijako / Alexander Enbert         | Russland               | 207,88 | 4  | 74,38 | 6  | 133,50 |
| 5                              | Nicole Della Monica / Matteo Guarise        | Italien                | 206,06 | 5  | 72,53 | 5  | 133,53 |
| 6                              | Kirsten Moore-Towers / Michael Marinaro     | Kanada                 | 204,33 | 10 | 70,49 | 4  | 133,84 |
| 7                              | Yu Xiaoyu / Zhang Hao                       | Volksrepublik China    | 203,36 | 9  | 71,31 | 7  | 132,05 |
| 8                              | Kristina Astachowa / Alexei Rogonow         | Russland               | 202,16 | 7  | 71,62 | 9  | 130,54 |
| 9                              | Peng Cheng / Jin Yang                       | Volksrepublik China    | 202,07 | 6  | 71,98 | 10 | 130,09 |
| 10                             | Valentina Marchei / Ondřej Hotárek          | Italien                | 202,02 | 8  | 71,37 | 8  | 130,65 |
| 11                             | Anna Dušková / Martin Bidaf                 | Tschechien             | 189,60 | 13 | 66,29 | 11 | 123,31 |
| 12                             | Ryom Tae-ok / Kim Ju-sik                    | Nordkorea              | 188,77 | 12 | 66,32 | 12 | 122,45 |
| 13                             | Annika Hocke / Ruben Blommaert              | Deutschland            | 184,83 | 16 | 63,26 | 13 | 121,57 |
| 14                             | Miriam Ziegler / Severin Kiefer             | Österreich             | 184,30 | 14 | 65,21 | 14 | 119,09 |
| 15                             | Alexa Scimeca Knierim / Chris Knierim       | Vereinigte Staaten     | 182,04 | 11 | 69,55 | 15 | 112,49 |
| 16                             | Jekaterina Alexandrowskaja / Harley Windsor | Australien             | 177,46 | 15 | 65,02 | 16 | 112,44 |
| Nicht für die Kür qualifiziert |                                             |                        |        |    |       |    |        |
| 17                             | Deanna Stellato / Nathan Bartholomay        | Vereinigte Staaten     | 061,48 | 17 | 61,48 | —  | —      |
| 18                             | Camille Ruest / Andrew Wolfe                | Kanada                 | 059,98 | 18 | 59,98 | —  | —      |
| 19                             | Paige Conners / Evgeni Krasnopolski         | Israel                 | 058,44 | 19 | 58,44 | —  | —      |
| 20                             | Laura Barquero / Aritz Maestu               | Spanien                | 058,36 | 20 | 58,36 | —  | —      |
| 21                             | Lana Petranović / Antonio Souza-Kordeiru    | Kroatien               | 057,25 | 21 | 57,25 | —  | —      |
| 22                             | Julianne Séguin / Charlie Bilodeau          | Kanada                 | 055,68 | 22 | 55,68 | —  | —      |
| 23                             | Ioulia Chtchetinina / Mikhail Akulov        | Schweiz                | 053,62 | 23 | 53,62 | —  | —      |
| 24                             | Miu Suzaki / Ryūichi Kihara                 | Japan                  | 053,33 | 24 | 53,33 | —  | —      |
| 25                             | Lola Esbrat / Andrei Novoselov              | Frankreich             | 051,94 | 25 | 51,94 | —  | —      |
| 26                             | Kyu-eun Kim / Alex Kangchan Kam             | Südkorea               | 042,85 | 26 | 42,85 | —  | —      |
| 27                             | Zoe Jones / Christopher Boyadji             | Vereinigtes Königreich | 042,02 | 27 | 42,02 | —  | —      |
| 28                             | Elizaveta Kashitsyna / Márk Magyar          | Ungarn                 | 036,33 | 28 | 36,33 | —  | —      |

Die Titelverteidiger Sui Wenjing und Han Cong mussten ihre Teilnahme verletzungsbedingt absagen. Meagan Duhamel und Eric Radford beendeten nach dem Gewinn der Bronzemedaille bei den Olympischen Spielen ihre Karriere. Auch Xenija Stolbowa und Fjodor Klimow nahmen nicht teil.
Die Olympiasieger Aljona Savchenko und Bruno Massot gewannen ihren ersten gemeinsamen Weltmeisterschaftstitel und dies deutlich mit Punkteweltrekord in Kür sowie Gesamtleistung. Zweite wurden mit über 20 Punkten Rückstand die Russen Jewgenija Tarassowa und Wladimir Morosow. Die Franzosen Vanessa James und Morgan Ciprès errangen mit Bronze ihre erste Weltmeisterschaftsmedaille.

### Eistanz
| Platz                              | Sportler                                | Land                   | Pkt.   | KT | KT    | K  | K      |
| ---------------------------------- | --------------------------------------- | ---------------------- | ------ | -- | ----- | -- | ------ |
| 1                                  | Gabriella Papadakis / Guillaume Cizeron | Frankreich             | 207,20 | 1  | 83,73 | 1  | 123,47 |
| 2                                  | Madison Hubbell / Zachary Donohue       | Vereinigte Staaten     | 196,64 | 2  | 80,42 | 2  | 116,22 |
| 3                                  | Kaitlyn Weaver / Andrew Poje            | Kanada                 | 192,35 | 3  | 78,31 | 4  | 114,04 |
| 4                                  | Anna Cappellini / Luca Lanotte          | Italien                | 192,08 | 4  | 77,46 | 3  | 114,62 |
| 5                                  | Madison Chock / Evan Bates              | Vereinigte Staaten     | 187,28 | 5  | 75,66 | 5  | 111,62 |
| 6                                  | Piper Gilles / Paul Poirier             | Kanada                 | 186,10 | 6  | 74,51 | 6  | 111,59 |
| 7                                  | Alexandra Stepanowa / Iwan Bukin        | Russland               | 184,01 | 7  | 74,50 | 7  | 109,51 |
| 8                                  | Tiffany Zahorski / Jonathan Guerreiro   | Russland               | 180,42 | 8  | 72,45 | 8  | 107,97 |
| 9                                  | Charlène Guignard / Marco Fabbri        | Italien                | 178,44 | 9  | 71,15 | 9  | 107,29 |
| 10                                 | Kaitlin Hawayek / Jean-Luc Baker        | Vereinigte Staaten     | 165,28 | 15 | 63,48 | 10 | 101,80 |
| 11                                 | Kana Muramoto / Chris Reed              | Japan                  | 164,38 | 10 | 65,65 | 11 | 098,73 |
| 12                                 | Olivia Smart / Adrià Díaz               | Spanien                | 162,05 | 12 | 63,73 | 12 | 098,32 |
| 13                                 | Marie-Jade Lauriault / Romain Le Gac    | Frankreich             | 159,64 | 14 | 63,50 | 13 | 096,14 |
| 14                                 | Carolane Soucisse / Shane Firus         | Kanada                 | 159,46 | 11 | 64,02 | 14 | 095,44 |
| 15                                 | Oleksandra Nasarowa / Maxym Nikitin     | Ukraine                | 158,40 | 16 | 63,35 | 15 | 095,05 |
| 16                                 | Kavita Lorenz / Joti Polizoakis         | Deutschland            | 157,02 | 17 | 62,08 | 16 | 094,94 |
| 17                                 | Natalia Kaliszek / Maksym Spodyriev     | Polen                  | 151,46 | 13 | 63,70 | 19 | 087,76 |
| 18                                 | Wang Shiyue / Liu Xinyu                 | Volksrepublik China    | 150,75 | 19 | 61,18 | 17 | 089,57 |
| 19                                 | Alisa Agafonova / Alper Uçar            | Türkei                 | 149,05 | 20 | 60,38 | 18 | 088,67 |
| 20                                 | Allison Reed / Saulius Ambrulevičius    | Litauen                | 148,30 | 18 | 61,33 | 20 | 086,97 |
| Nicht für den Kürtanz qualifiziert |                                         |                        |        |    |       |    |        |
| 21                                 | Yura Min / Alexander Gamelin            | Südkorea               | 058,82 | 21 | 58,82 | —  | —      |
| 22                                 | Tina Karapetjan / Simon Proulx-Sénécal  | Armenien               | 058,64 | 22 | 58,64 | —  | —      |
| 23                                 | Cecilia Törn / Jussiville Partanen      | Finnland               | 057,96 | 23 | 57,96 | —  | —      |
| 24                                 | Lilah Fear / Lewis Gibson               | Vereinigtes Königreich | 057,56 | 24 | 57,56 | —  | —      |
| 25                                 | Lucie Myslivečková / Lukáš Csölley      | Slowakei               | 055,54 | 25 | 55,54 | —  | —      |
| 26                                 | Cortney Mansour / Michal Češka          | Tschechien             | 055,27 | 26 | 55,27 | —  | —      |
| 27                                 | Anna Yanovskaya / Ádám Lukács           | Ungarn                 | 054,11 | 27 | 54,11 | —  | —      |
| 28                                 | Viktoria Kavaliova / Yurii Bieliaiev    | Belarus                | 050,40 | 28 | 50,40 | —  | —      |
| 29                                 | Teodora Markowa / Simon Dase            | Bulgarien              | 047,57 | 29 | 47,57 | —  | —      |
| 30                                 | Chantelle Kerry / Andrew Dodds          | Australien             | 046,05 | 30 | 46,05 | —  | —      |
| 31                                 | Adel Tankova / Ronald Zilberberg        | Israel                 | 043,50 | 31 | 43,50 | —  | —      |

Die Olympiasieger und Titelverteidiger Tessa Virtue und Scott Moir beendeten nach den Olympischen Spielen ihre Karriere. Maia Shibutani und Alex Shibutani sowie Jekaterina Bobrowa und Dmitri Solowjow sagten ihre Teilnahme ab.
Gabriella Papadakis und Guillaume Cizeron aus Frankreich wurden ungefährdet zum dritten Mal in ihrer Karriere Weltmeister. Silber ging an die US-Amerikaner Madison Hubbell und Zachary Donohue und Bronze an die Kanadier Kaitlyn Weaver und Andrew Poje, die sich knapp gegen die umjubelten Lokalmatadoren Anna Cappellini und Luca Lanotte behaupten konnten.